# Festa de la Verema (Requena)
La Festa de la verema és la festa central i més popular de Requena (València), celebrada durant l'última setmana d'agost i els primers dies de setembre. Té una durada de 5 dies, encara que en realitat Requena es vist de festa durant molts més dies, els anteriors dies a la Festa de la Verema se celebra la Fira en honor de la patrona la Verge dels Dolors.
Entre els nombrosos actes actes que es duen a terme, els més representatius són els següents:
- La Proclamació de la Reina i Corts d'Honor.
- La popular Nit de la Surra.
- El trepitjat de Raïms i Benedicció del Most.
- La Nit del Llaurador.
- La Nit de l'Homenatge a les anteriors Festes.
- El Dia del Requenense Absent.
- La Nit del Vi.
- L'Ofrena de Flors i Fruits a la Verge dels Dolors.
- Gran Cavalcada de precioses carrosses per la senyorial Avinguda del Raval.
- La Crema del Monument al Vi, etc.[1]

A més, durant els cinc dies de festa es poden vore pels carrers les comissions de la Festa de la Verema, que en cercaviles i acompanyades de les respectives bandes de música, recorren tota la ciutat i especialment els carrers i fondes engalanats. Dames i comissionats, reines i presidents dels respectius barris de Requena i una reina central acompanyada del seu president central, en companyia de xiquets, conformaran la Comitiva que ompli de llum i color tota Requena, que lluïx els seus vestits típics i alegries.
Com a poble valencià, encara que amb arrels castellanes, realitza espectacles de pólvora com ara mascletaes i castells de focs artificials que inunden el cel de sonoritat i colorit. Durant totes les nits hi ha actuacions d'orquestes o es duen a terme discomòbils per als jóvens, així com el Concert de Rock en la Plaça de Bous.
Paral·lelament a tot això se celebra la Fira Requenense del Vi (FEREVIN), on els productors de vi de la localitat exposen els seus productes i donen a conéixer els nous llançaments al mercat.